# Rhaphidostichum boschii
Rhaphidostichum boschii là một loài Rêu trong họ Sematophyllaceae. Loài này được (Dozy & Molk.) Seki miêu tả khoa học đầu tiên năm 1968.